# ابرخس ۱۰۵۷۶۶
ابرخس ۱۰۵۷۶۶ یک ستاره است که در صورت فلکی قیفاووس قرار دارد.